# Het vind
| Оценки критиков | Оценки критиков |
| Источник        | Оценка          |
| --------------- | --------------- |
| AllMusic        | [ 1 ]           |

Het vind (со швед. — «Жаркий ветер») — дебютный студийный альбом шведской певицы и автора песен Мари Фредрикссон, первоначально выпущенный на LP и кассетах 20 сентября 1984 года компанией «EMI Sweden». Выходу альбому предшествовал его главный сингл на песню «Ännu doftar kärlek». Сингл, равно как и сам альбом вошли в шведские чарты top-20 лучших синглов и альбомов соответственно.
Заглавный трек был выпущен как второй и последний сингл из альбома, в чарты он не попал. В качестве би-сайда к этому синглу была записана кавер-версия Синди Лопер «All Through the Night». Продюсер альбома Лассе Линдбом перевёл оригинальную песню на шведский язык и выпустил её под названием «Natt efter natt». Позже эта песня была включена в качестве бонус-трека на CD издание альбома, вышедшее 2 июня 1987 года.

## История записи
Альбом был записан со многими из тех же музыкантов, которые участвовали в записи дебютного сольного альбома Пера Гессле 1983 года, с которым Фредрикссон позже сформировала поп-дуэт Roxette. Для данного альбома Гессле написал две песни: «Tag detta hjärta» и «Rickie Lee», хотя последняя не вошла в альбом. Позже Гессле запишет собственную версию песни «Rickie Lee» и выпустит её в своём втором сольном альбоме Scener (1985). Фредрикссон же выпустила версию этой песни только в 2003 году в качестве бонус-трека, когда ремастированный альбом Het vind был выпущен на CD.
В конце 1970-х годов Фредрикссон сформировала пауэр-поп группу MaMas Barn со своим тогдашним бойфрендом Мартином Стернхуфвудом. Для данного альбома Стернхуфвуд написал одну песню — «Jag ska ge allt». Стиль альбома Het vind отличается от стиля музыки MaMas Barn и звучит более современно. В нём больше лёгкого рока, а в нескольких песнях присутствуют аранжировки, характерные для более поздних хитовых баллад Roxette, таких как «Listen to Your Heart» и «Fading Like a Flower (Every Time You Leave)». Ряд других песен содержат элементы диско и синти-попа 1980-х.

## Список композиций
| №  | Название             | Автор(ы)                       | Длительность |
| -- | -------------------- | ------------------------------ | ------------ |
| 1. | «Het vind»           | Ульф Лунделль                  | 5:30         |
| 2. | «Jag går min väg»    | Мари Фредрикссон Лассе Линдбом | 3:52         |
| 3. | «Ännu doftar kärlek» | Фредрикссон Линдбом            | 3:48         |
| 4. | «(Du är en) Vinnare» | Линдбом                        | 3:30         |
| 5. | «Det blåser en vind» | Линдбом                        | 4:17         |

| №                   | Название            | Автор(ы)                              | Длительность |
| ------------------- | ------------------- | ------------------------------------- | ------------ |
| 6.                  | «Aldrig mer igen»   | Магнус Линдберг Bengt Palmers Линдбом | 4:37         |
| 7.                  | «Tag detta hjärta»  | Пер Гессле Линдбом                    | 4:08         |
| 8.                  | «Tusen ögon»        | Фредрикссон                           | 3:44         |
| 9.                  | «Vidare igen»       | Фредрикссон Björn Holmgren            | 3:25         |
| 10.                 | «Jag ska ge allt»   | Martin Sternhufvud                    | 5:04         |
| Общая длительность: | Общая длительность: | Общая длительность:                   | 41:55        |

| №                   | Название            | Автор(ы)            | Длительность |
| ------------------- | ------------------- | ------------------- | ------------ |
| 11.                 | «Natt efter natt»   | Jules Shear Линдбом | 4:17         |
| Общая длительность: | Общая длительность: | Общая длительность: | 46:12        |

| №                   | Название            | Автор(ы)            | Длительность |
| ------------------- | ------------------- | ------------------- | ------------ |
| 12.                 | «Rickie Lee»        | Гессле              | 2:28         |
| Общая длительность: | Общая длительность: | Общая длительность: | 48:40        |

## Участники записи
Список ниже приведён согласно данным буклета к альбома Het vind:
- Мари Фредрикссон — вокал, бэк-вокал, синтезатор
- Per «Pelle» Andersson — вокал, бэк-вокал, синтезатор
- Backa Hans Eriksson — бас
- Jan «Nane» Kvillsäter — электрогитары
- Лассе Линдбом — бэк-вокал, перкуссия, акустическая гитара и продюсирование
- Hans «Hasse» Olsson — клавишные
- Per «Pelle» Sirén — электрогитары
- Никлас Стрёмстедт — бэк-вокал

Технический персонал
- Björn Almstedt — мастеринг
- Kjell Andersson — дизайн обложки
- Calle Bengtsson — фотография
- Björn Boström — инженер звукозаписи

## Чарты
| Чарты (1984)               | Высшая позиция |
| -------------------------- | -------------- |
| Швеция (Sverigetopplistan) | 20             |

## История релизов
| Регион | Дата             | Формат                                              | Лейбл           | № по каталогу                   | Прим. |
| ------ | ---------------- | --------------------------------------------------- | --------------- | ------------------------------- | ----- |
| Швеция | 20 сентября 1984 | LP Кассета                                          | EMI             | 1361481 (LP) 1361484 (Cassette) | [ 3 ] |
| Швеция | 2 июня 1987      | CD                                                  | EMI             | CDP-7467192                     | [ 3 ] |
| Швеция | июнь 2002        | Ремастированый 24-bit HDCD: бокс-сет Kärlekens guld | Capitol Records | 7243 5 40199-2 0                | [ 3 ] |
| Швеция | 5 марта 2003     | CD                                                  | Capitol Records | 7243 5 39787-2 3                | [ 3 ] |